# CeBeDeM
 (mai 2017).
Si vous disposez d'ouvrages ou d'articles de référence ou si vous connaissez des sites web de qualité traitant du thème abordé ici, merci de compléter l'article en donnant les références utiles à sa vérifiabilité et en les liant à la section « Notes et références ».
Le Centre belge de documentation musicale (CeBeDeM) est une association sans but lucratif fondée en 1951 afin de sauvegarder et de promouvoir les œuvres de compositeurs belges contemporains de musique classique.
Le CeBeDeM dispose pour ce faire d'une bibliothèque pratiquant le prêt de partitions et la location de matériels d'orchestre, d'un centre de documentation, d'un service d'édition, de reproduction et de vente. Plus de 16 000 œuvres composent le fonds bibliothécaire, et 2 000 d'entre elles sont reprises dans le catalogue éditorial.
Malgré une subvention annuelle de 300 000 euros, le CeBeDeM a fait faillite en 2015.
Sa bibliothèque a été reprise par la Bibliothèque du Conservatoire royal de Bruxelles.

## Affiliation
Actuellement, le CeBeDeM dispose des œuvres de 153 compositeurs affiliés. L'affiliation est gratuite, après examen d'un dossier de candidature par un comité d'affiliation.

## Compositeurs affiliés
- Jean Absil
- Karel Albert
- Flor Alpaerts
- Danielle Baas
- Raymond Baervoets
- Auguste-L. Baeyens
- Jean Baily
- René Barbier
- Pierre Bartholomée
- René Bernier
- Michel Bero
- Gérard Bertouille
- Gaston Brenta
- Luc Brewaeys
- Michel Brusselmans
- Peter Cabus
- Daniel Capelletti
- Willy Carron
- Robert Casteels
- Frits Celis
- Ivo Ceulemans
- Raymond Chevreuille
- Jan L. Coeck
- Georges Colin
- Jeanne Colin
- Franz Constant
- Claude-A. Coppens
- Roland Coryn
- Boudewijn Cox
- Alain Craens
- Rafaël D'Haene
- Henry George D'Hoedt
- Robert Darcy
- August De Boeck
- Francis de Bourguignon
- Richard de Guide
- Marinus de Jong
- Jan De Maeyer
- Louis De Meester
- Jean De Middeleer
- Piotr Lachert
- Jurgen De Pillecyn
- Kristin De Smedt
- Raoul De Smet
- Alex De Taeye
- Lodewijk De Vocht
- Nestor Debacker
- Jan Decadt
- Vincent Decleire
- René Defossez
- Patrick Defossez
- Theo Dejoncker
- Koen Dejonghe
- Jean-Pierre Deleuze
- Albert Delvaux
- Frédéric Devreese
- Godefroid Devreese
- Berthe di Vito-Delvaux
- Renier Doutrelepont
- Muhiddin Durruoglu-Demiriz
- Jacqueline Fontyn
- Pierre Froidebise
- Frans Geysen
- Jean-Michel Gillard
- Paul Gilson
- Elias Gistelinck
- Lucien Goethaels
- Karel Goeyvaerts
- Jules-Henri Gohy
- Maurice Guillaume
- Franklin Gyselynck
- Wim Henderickx
- Robert Herberigs
- Albert Huybrechts
- Robert Janssens
- Joseph Jongen
- Léon Jongen
- Willem Kersters
- André Laporte
- Louis Lavoye
- Michel Leclerc
- Jacques Leduc
- Vic Legley
- Guillaume Lekeu
- Georges Lonque
- Jean Louël
- Michel Lysight
- Jef Maes
- Armand Marsick
- Étienne Mawet
- Lucien Mawet
- Arthur Meulemans
- Paul-Baudouin Michel
- Lodewijk Mortelmans
- Pierre Moulaert
- Raymond Moulaert
- Gaston Nuyts
- Kris Oelbrandt
- Willy Ostyn
- Flor Peeters
- Willem Pelemans
- Jean-Louis Poliart
- Marcel Poot
- Henri Pousseur
- Steven Prengels
- Marcel Quinet
- Alove Rammaert
- François Rasse
- Jean-Marie Rens
- Jean-Louis Robert
- Herman Roelstraete
- Claude-Robert Roland
- Norbert Rosseau
- Joseph Ryelandt
- Eugène Samuel-Holeman
- Henry Sarly
- Camille Schmit
- Maurice Schoemaker
- Daniël Schroyens
- Pieter Schuermans
- Jean-Marie Simonis
- Johan Sluys
- André-Jean Smit
- Félix Snyers
- André Souris
- Jacques Stehman
- Daniel Sternefeld
- Jules Strens
- Piet Swerts
- Rudi Tas
- Paul Uy
- Yolande Uyttenhove
- Bram Van Camp
- Jan Hendrik Van Damme
- Arie Van de Moortel
- David van de Woestijne
- Ernest van der Eyken
- Renier Van der Velden
- Jef Van Durme
- Octaaf A. Van Geert
- Jef van Hoof
- Luc van Hove
- Jan Van Landeghem
- Frederik Van Rossum
- Max Vandermaesbrugge
- Lucie Vellère
- August Verbesselt
- Renaat Veremans
- Marc Verhaegen
- Peter Welffens
- Wilfried Westerlinck
- Wladimir Woronoff

## Collaborations
Le CeBeDeM collabore notamment avec la SABAM, l'Union des compositeurs belges, et est affilié à l'IAML et l'IAMIC (en).